# Марія Нассауська
Принцеса Марія Вільгельміна Фредеріка Єлизавета Нассауська, в шлюбі княгиня Від-Нейвідська (нім. Marie Wilhelmine Friederike Elisabeth von Nassau; 29 січня 1825 — 24 березня 1902) — дружина князя Германа цу Від; мати першої королеви Румунії Єлизавети; кавалерственна дама ордена Святої Катерини (великого хреста).

## Біографія
Четверта дочка із восьми дітей герцога Вільгельма Нассауського (1792—1839) та його першої дружини Луїзи-Шарлотти Саксен-Альтенбурзької (1794—1825). Сестра Адольфа Нассауського, герцогині Терези Ольденбурзької та Софії, королеви Швеції. Втративши матір у дитинстві, виховувалась батьком і мачухою, принцесою Пауліною Вюртембергською, і здобула гарну освіту.
Навесні 1839 року юна принцеса Марія Нассауська привернула увагу князя Олександра Миколайовича, який мандрував Європою. За словами графа А. Ф. Орлова, «маленька принцеса йому дуже подобалася, більше, ніж всі ті, яких він бачив досі, але на жаль вона була дуже молода і проєкт одруження з нею не здійснився». 20 червня 1842 року в Бібріхі вона стала дружиною наслідного принца Германа Від-Нейвідського (1814—1864), який перебував на прусській службі.
Спочатку майже постійно проживала з сім'єю в Нойвіді. Народження в 1850 молодшого сина Отто сильно підірвало здоров'я княгині. У неї був тривалий нервово-психічний розлад із симптомами паралічу. Для лікування дружини та сина принц Герман орендував віллу «Vinea Domini» у Бонні, де вони жили до 1853 року. Пізніше княгиня Марія лікувалася Парижі у знаменитого магнетизера угорського графа Сапари.
Поступово її здоров'я поновилося, але вилікувати сина не вдалося. Будучи дбайливою матір'ю, вона тяжко переживала його смерть у 1862 році.
Овдовівши, княгиня Марія переїхала із замку в Нойвіді в замок Монтепос. Літо вона зазвичай проводила в Баден-Бадені, Бонні або в Уші на Женевському озері. У 1871 році вона вперше відвідала Бухарест і провела літо з дочкою у Синаєвому монастирі в Карпатах.
У 1872 році з ініціативи княгині почалося будівництво вілли в італійському стилі в Сегендорфі біля Нойвіда, яка стала її резиденцією. У цей час вона підтримувала близькі стосунки з колишнім прем'єр-міністром Бадена, з одним із непримиренних ворогів Бісмарка, бароном Францом фон Роггенбахом (1825—1907) і, на думку сучасниці, була з ним у морганатичному шлюбі. Разом з ним у 1876 році вона відвідувала свою дочку в Румунії.
Померла 24 березня 1902 року, похована на сімейному цвинтарі в Нойвиде.

## Діти
- Єлизавета Від (1843—1916), дружина з 1869 року Кароля Гогенцоллерна-Зігмарінгена (1839—1914), першого короля Румунії (1881—1914).
- Вільгельм цу Від (22.08.1845-22.10.1907), 5-й князь Від (1864—1907), одружений з 1871року з Марією Нідерландською.
- Отто Від (22.11.1850-18.02.1862)